# Leandro Elrich
Leandro Elrich (Buenos Aires, Argentina, 1973), és un artista argentí. A través de les seves instal·lacions reconstrueix la realitat i involucra l'espectador en els seus jocs òptics. Les obres d'aquest artista, argentí establert a París, trenquen les expectatives convencionals de temps i espai. Erlich planteja situacions aparentment quotidianes tot i que, de seguida, fa partícip l'espectador d'una mena d'engany. El treball de Leandro Erlich convida al dubte. L'art hi apareix com un productor d'incerteses destinat a qüestionar la realitat, subratllar-ne les seves contradiccions i interrogant-la sobre la raó del seu ordenament.

## Exposicions rellevants
- Leandro Erlich: Swimming Pool al PS1 Contemporary Art Center, a Nova York, 2008-2010
- El consultori del psicoanalista a la Fundació Proa, Buenos Aires, 2009
- La Torre, al MNCARS, Madrid, 2008
- Petits models de grans projectes, a la galeria NoguerasBlanchard, 2008[3]
- Leandro Erlich, MACRO, Museu d'Art Contemporània, Roma, 2006
- El Ballet Studio, Centre D'Art Santa Mònica, Barcelona, 2003.
- XXVI Biennal de Sao Paulo, 2004.[4]

## Premis i reconeixements
Ha estat premiat per la Fundació Joan Mitchell (2001); UNESCO de la Biennal d'Istanbul (2001); premi Leonardo pel Museu Nacional de Belles Arts, Buenos Aires (2000); Premi Eliza, Core Program Museum of Fine Arts, Houston (1998).